# (34244) 2000 QF101
2000 QF101 (asteroide 34244) é um asteroide da cintura principal. Possui uma excentricidade de 0.10458900 e uma inclinação de 7.02884º.
Este asteroide foi descoberto no dia 28 de agosto de 2000 por LINEAR em Socorro.